# Bukit Glanggangmerak
Bukit Glanggangmerak är en kulle i Indonesien.   Den ligger i provinsen Aceh, i den västra delen av landet, 1 600 km nordväst om huvudstaden Jakarta. Toppen på Bukit Glanggangmerak är 31 meter över havet.
Terrängen runt Bukit Glanggangmerak är platt.Runt Bukit Glanggangmerak är det ganska tätbefolkat, med 96 invånare per kvadratkilometer. I omgivningarna runt Bukit Glanggangmerak växer i huvudsak städsegrön lövskog.